# Amar Ćatić
Amar Ćatić (Tilburg, 21 gennaio 1999) è un calciatore bosniaco con cittadinanza olandese, attaccante svincolato.

## Caratteristiche tecniche
È un'ala destra.

## Carriera

### Giocatore
Cresciuto nel settore giovanile del PSV, debutta in prima squadra il 29 agosto 2019 disputando l'incontro dei preliminari di UEFA Europa League perso 4-1 contro il LASK. Il 1º luglio 2020 viene ceduto a titolo definitivo all'ADO Den Haag.

### Nazionale
Ha giocato nelle nazionali giovanili bosniache Under-19 ed Under-21.

## Statistiche
Statistiche aggiornate al 6 dicembre 2020.

### Presenze e reti nei club
| Stagione        | Squadra         | Campionato      | Campionato | Campionato | Coppe nazionali | Coppe nazionali | Coppe nazionali | Coppe continentali | Coppe continentali | Coppe continentali | Altre coppe | Altre coppe | Altre coppe | Totale | Totale | Totale |
| Stagione        | Squadra         | Comp            | Pres       | Reti       | Comp            | Pres            | Reti            | Comp               | Pres               | Reti               | Comp        | Pres        | Reti        | Pres   | Reti   |        |
| --------------- | --------------- | --------------- | ---------- | ---------- | --------------- | --------------- | --------------- | ------------------ | ------------------ | ------------------ | ----------- | ----------- | ----------- | ------ | ------ | ------ |
| 2018-2019       | Jong PSV        | 1D              | 12         | 1          |                 | -               | -               |                    | -                  | -                  |             | -           | -           | 12     | 1      |        |
| 2019-2020       | Jong PSV        | 1D              | 17         | 3          |                 | -               | -               |                    | -                  | -                  |             | -           | -           | 17     | 3      |        |
| Totale Jong PSV | Totale Jong PSV | Totale Jong PSV | 29         | 4          |                 | -               | -               |                    | -                  | -                  |             | -           | -           | 29     | 4      |        |
| 2019-2020       | PSV             | ED              | 0          | 0          | CO              | 0               | 0               | UEL                | 2                  | 0                  |             | -           | -           | 2      | 0      |        |
| 2020-2021       | ADO Den Haag    | ED              | 8          | 0          | CO              | 0               | 0               |                    | -                  | -                  |             | -           | -           | 8      | 0      |        |
| Totale carriera | Totale carriera | Totale carriera | 37         | 4          |                 | 0               | 0               |                    | 2                  | 0                  |             | -           | -           | 39     | 4      |        |